# Mérida (Filipinas)
Mérida es un municipio de 4.ª clase ubicado en la provincia de Leyte, Filipinas. El municipio posee una población de 29 863 habitantes según el último censo en el año 2015.

## Geografía física

### Localización
Mérida está situada en la provincia de Leyte, a 22 km de la ciudad de Ormoc.

## Historia
El origen más remoto de la ciudad se sitúa en el lugar denominado ahora Bitaug y conocido en el pasado como Siapon por el río que recorre el territorio. No obstante, la fundación de la actual ciudad de Mérida se produce en el año 1857 de manera oficial con la proclamación de Domingo Fernández Ember, gobernador de la provincia de Leyte, quien le dio el nombre de Mérida en recuerdo de la Mérida española.
El primer alcalde de Mérida —figura denominada entonces «gobernadorcillo»— fue Germán Justo. Le sucedieron, durante el periodo colonial español, Blas Bohol, Leonardo Mación, Teodoro Cabiling, Rufino Santiago, Nicolás Gumba, Alejo Ugsad, Ramón Lamote Inong, Teodoro Laurel, Fulgencio Mación, Antonio Francisco, Simón Sang-an y Romualdo Boholst. Fue durante el tiempo de Romualdo Boholst cuando se produjo la independencia de Filipinas y la posterior colonización por parte de Estados Unidos. Desde 1897 hasta 1899 un grupo de voluntarios armados se levantaron contra el dominio español. Se denominaban a sí mismos «indígenas», mientras que los soldados españoles que patrullaban la ciudad eran denominados «cazadores». En 1898, el barco español Aninita, que estaba anclado en el puerto de Mérida, fue bombardeado por un barco estadounidense.
En 1901-1902 se produjo un brote de cólera en Mérida. No existían medidas de saneamiento en los hogares y muchas personas murieron.
En marzo de 1937, las mujeres de Mérida, bajo el liderazgo de Máxima Mendola y Eustaquia M. Solana, hicieron una intensa campaña a favor del sufragio femenino. En el plebiscito celebrado en abril de ese mismo año, en Mérida ganó la opción favorable al sufragio.
El 24 de junio de 1942 la ciudad fue bombardeada por los japoneses en el marco de la Segunda Guerra Mundial. En 1943, Francisco Álvarez, Santiago Bete y Aurelio Ihada fueron torturados hasta la muerte por los soldados japoneses por ser sospechosos de actuar como guerrilleros. El 22 de septiembre de 1944, un barco japonés llegó a Mérida y la ciudad fue sitiada. Más de treinta casas fueron incendiadas, incluida la casa consistorial.

## Demografía
La ciudad contaba con más de 25 000 habitantes antes de la década de 1930, pero la Segunda Guerra Mundial provocó una caída de la población. Posteriormente el número de habitantes ha crecido de forma paulatina hasta alcanzar su máximo en el siglo XXI, con cerca de 30 000 habitantes.
| 1903  | 1918   | 1939   | 1948   | 1960   | 1970   | 1980   | 1990   | 2000   | 2007   | 2010   | 2015   |
| ----- | ------ | ------ | ------ | ------ | ------ | ------ | ------ | ------ | ------ | ------ | ------ |
| 8 705 | 13 480 | 26 794 | 14 977 | 16 065 | 16 877 | 18 838 | 22 345 | 25 326 | 26 285 | 27 224 | 29 863 |

## Economía
La población de Mérida se dedica principalmente a la agricultura y la pesca.

## Organización territorial y urbanismo

### Distritos y barrios
Mérida está subdividido en 22 barangayes presentados a continuación:
| - Binabaye - Cabaliwan - Calunangan - Calunasan - Cambalong - Can-unzo - Canbantug - Casilda - Lamanoc - Libas - Libjo | - Lundag - Mahalit - Mahayag - Masumbang - Población - Puerto Bello - San Isidro - San José - Macario - Tubod - Mat-e |